# Église Saint-Pierre de Noiron-sur-Seine
Pour les articles homonymes, voir Église Saint-Pierre.
L'église Saint-Pierre, ou église Saint-Pierre-et-Saint-Paul, est une église catholique située à Noiron-sur-Seine dans le département de la Côte-d'Or, en France.

## Historique
Les murs du chœur et de la nef proviennent d'une première église fondée au XIIe siècle par l'abbaye Saint-Pierre et Saint-Paul de Pothières.
Le transept, les voûtes du chœur et de la nef ainsi que la mise en place de la baie axiale du chœur datent de la fin du XVe siècle et du début du XVIe siècle.
La paroi nord supportant une peinture murale du XVe siècle se trouvant dans le croisillon nord est classée au titre des monuments historiques en 1965. L'église en totalité est inscrite par arrêté du 12 avril 2024.

## Architecture

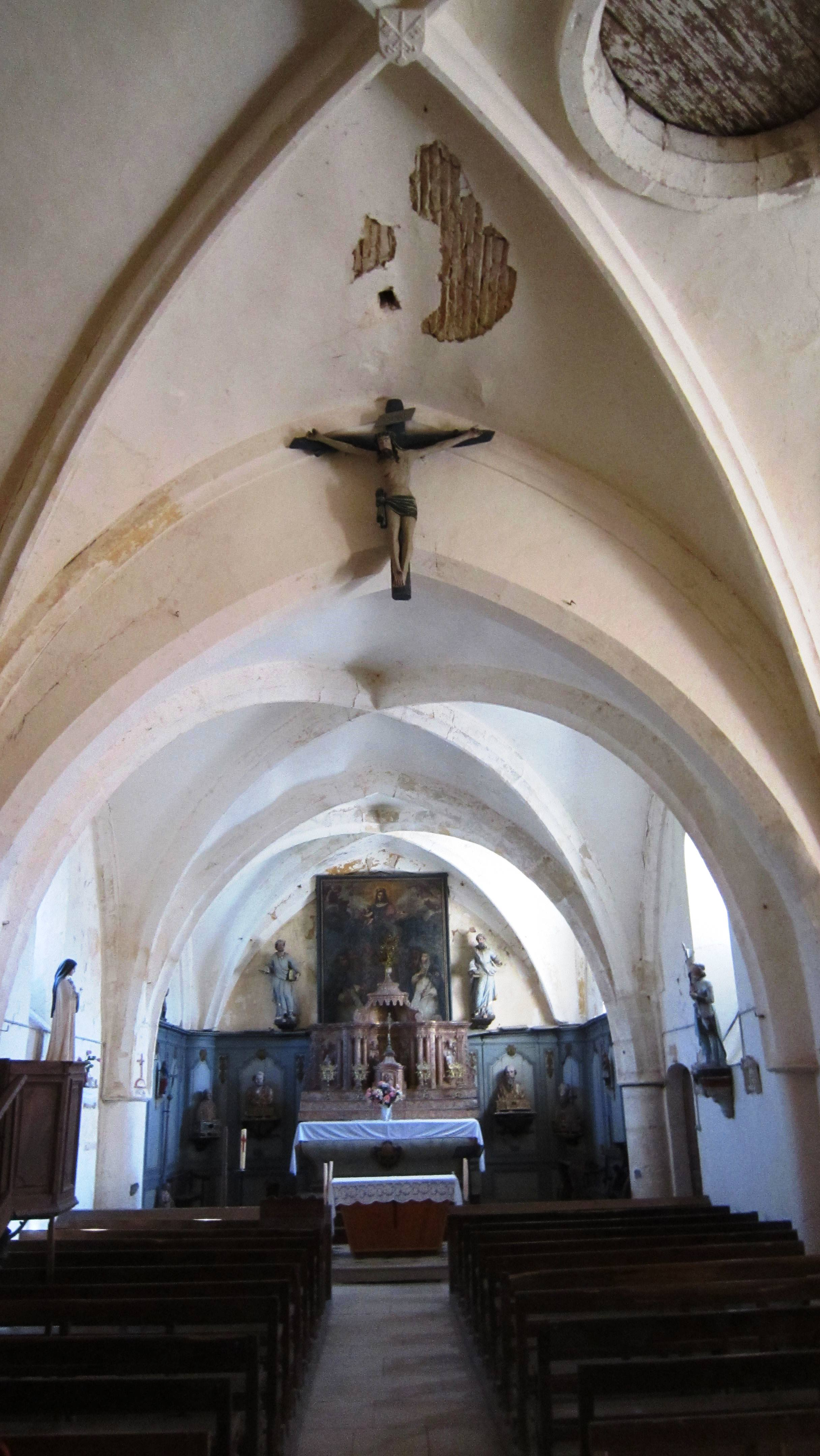
La nef
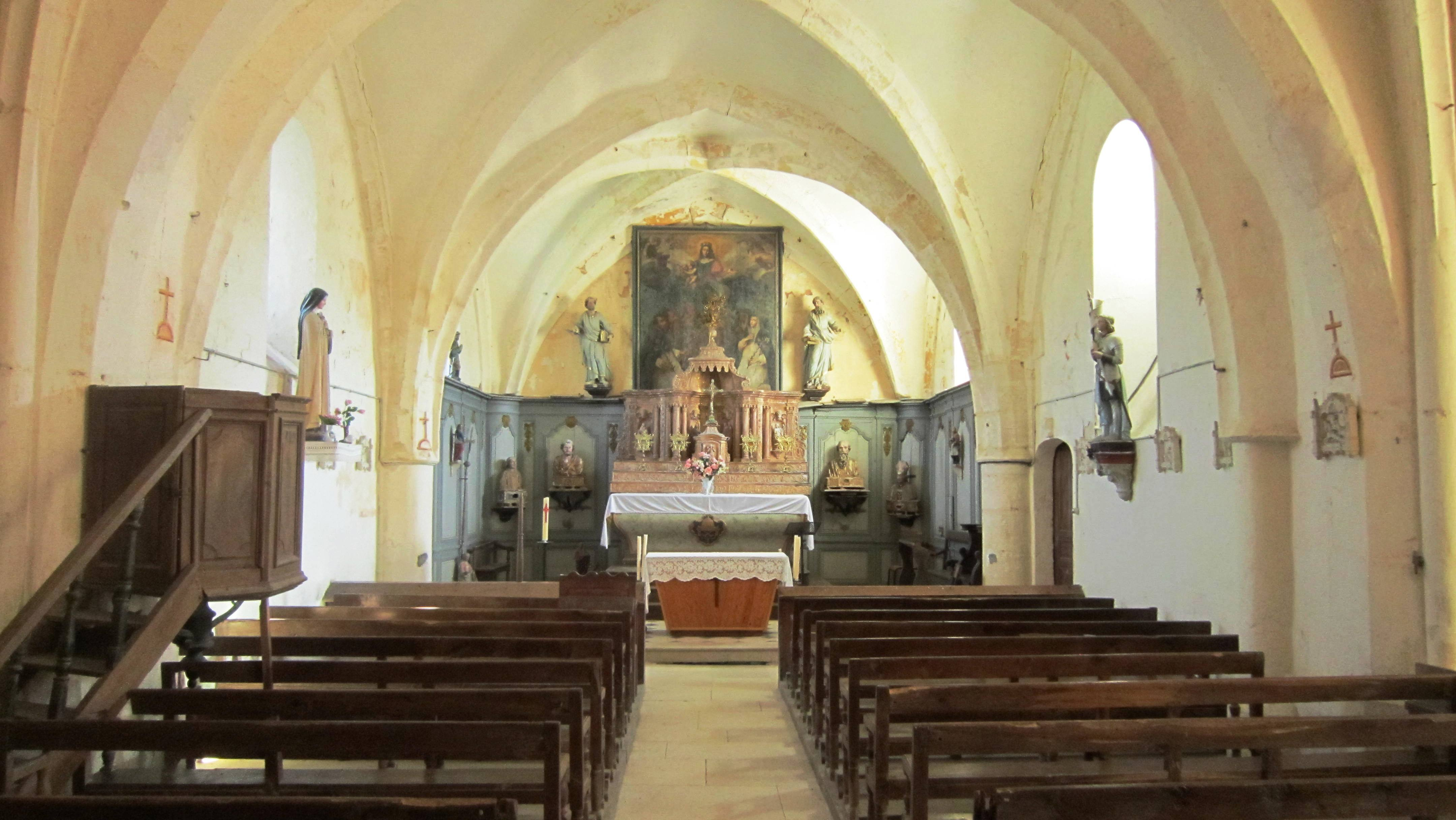
Le chœur
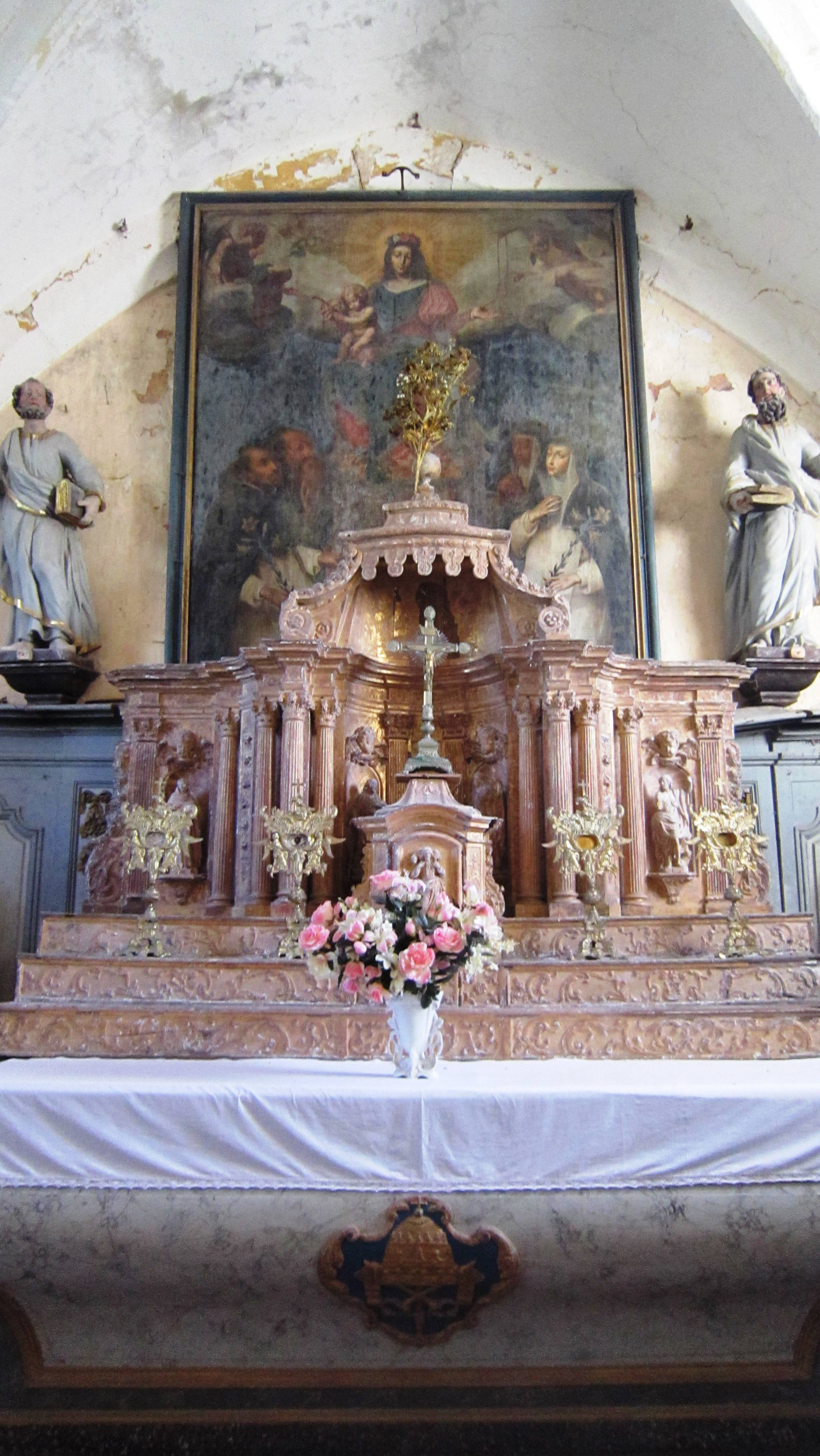
Maître-autel

L'église en croix latine inversée est de style roman.
Le transept dont un côté comporte la porte d'entrée actuelle est situé au milieu de la longueur de la nef en croisées d'ogives.

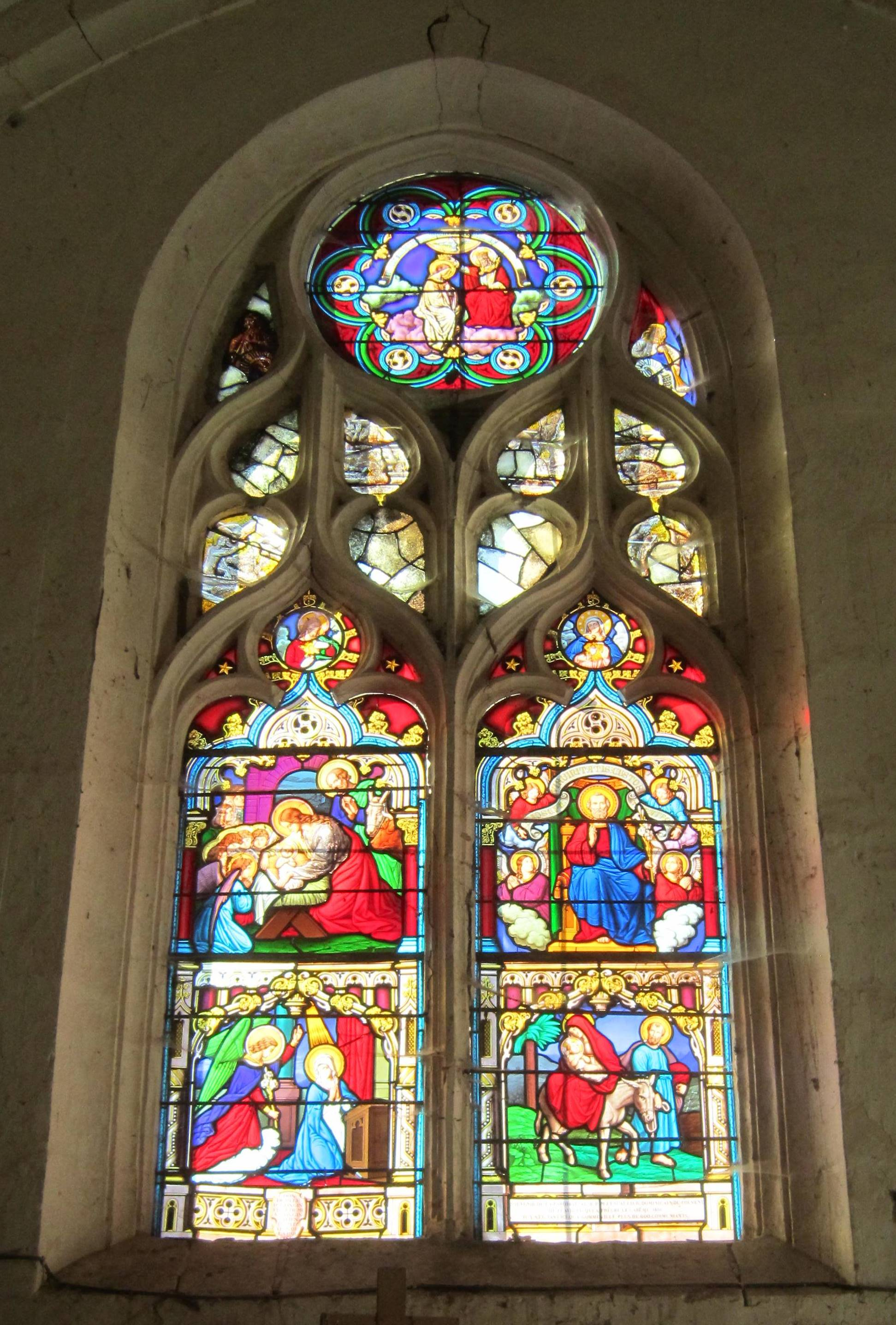
Verrière
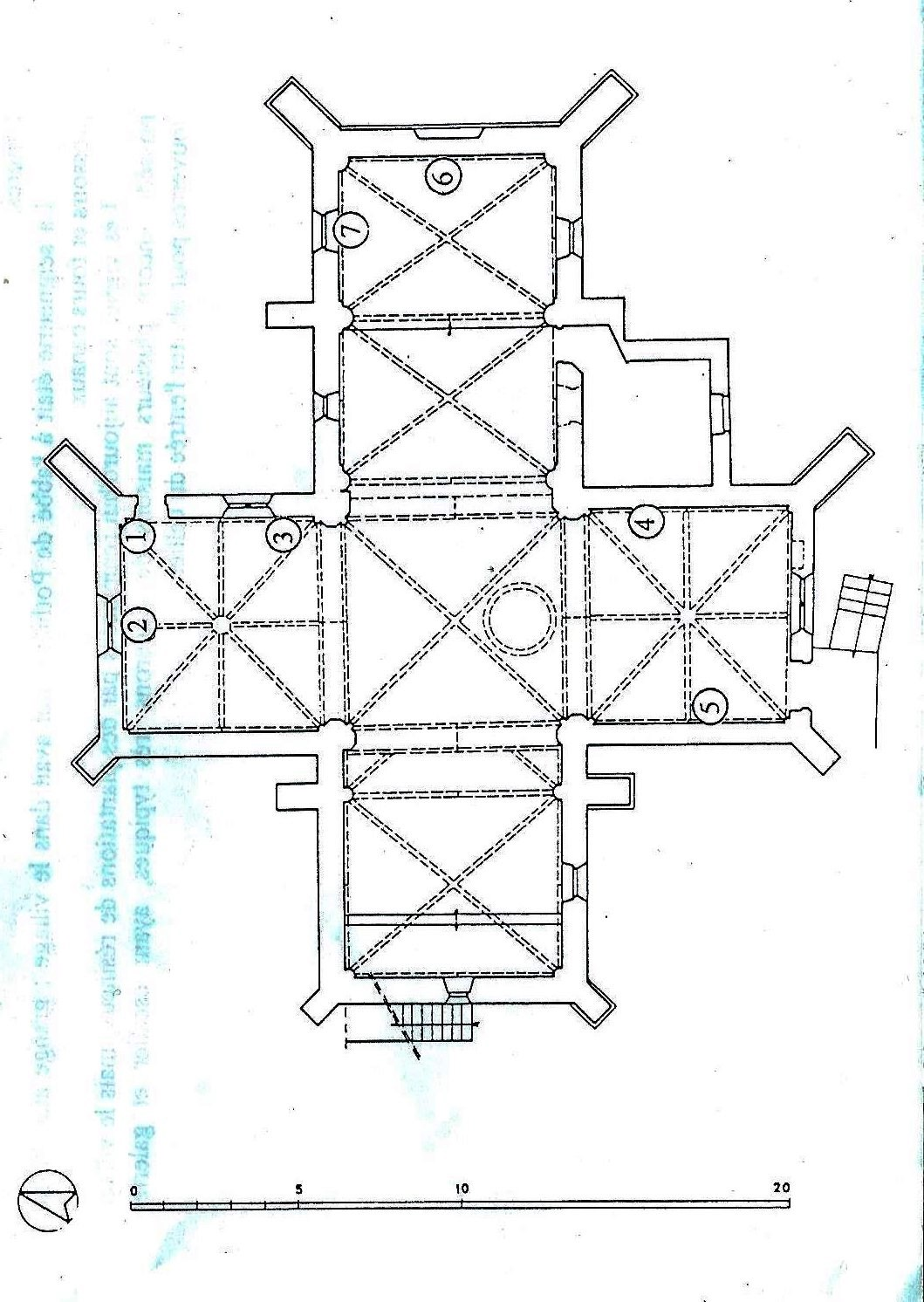
Plan de l'église
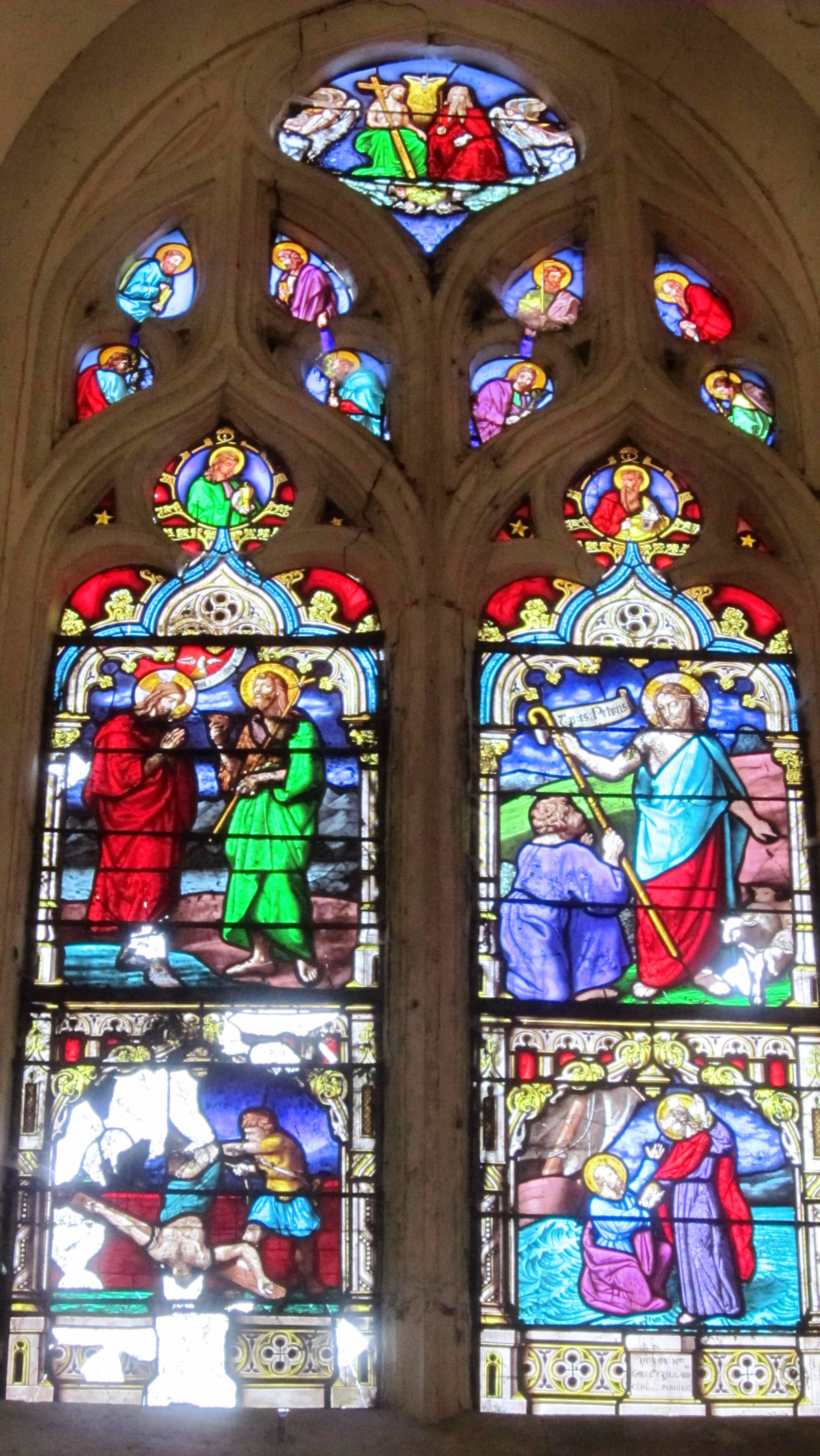
Verrière

## Mobilier
Outre l’ensemble du mobilier liturgique inscrit à l'Inventaire général du patrimoine culturel, on relève :
- six bâtons de procession, classés aux monuments historiques, sont en dépôt au musée d'art sacré de Dijon.
- trois autels et deux retables du XVIIIe siècle dont celui de l'abbatiale des Cordeliers de Châtillon-sur-Seine ;
- trois verrières du XVIe siècle ;
- deux fresques murales : saint Jacques le Majeur (XVe siècle) et le miracle de la lactation de saint Bernard (XVIe siècle) classé aux monuments historiques en 1965 ;
- un haut-relief du XVe siècle : le Christ, les Douze Apôtres, saint Nicolas et saint Claude, classés aux monuments historiques ;
- nombreuses statues : Vierge à l'Enfant (XIVe siècle) en pierre polychrome classée aux monuments historiques, Vierge à l'Enfant en bois doré sous baldaquin, Christ en croix (début XVIe siècle), saint Sébastien (XVIe siècle), sainte Brigid, saint Pierre, saint Paul ;
- trois statuettes du XVIIe siècle : saint Roch, sainte Catherine, saint Claude ;
- un tableau du XVIIe siècle : la Vierge du Rosaire entre sainte Catherine de Sienne et saint Dominique ;
- plusieurs bustes reliquaires et une châsse du XVIIIe siècle[2].

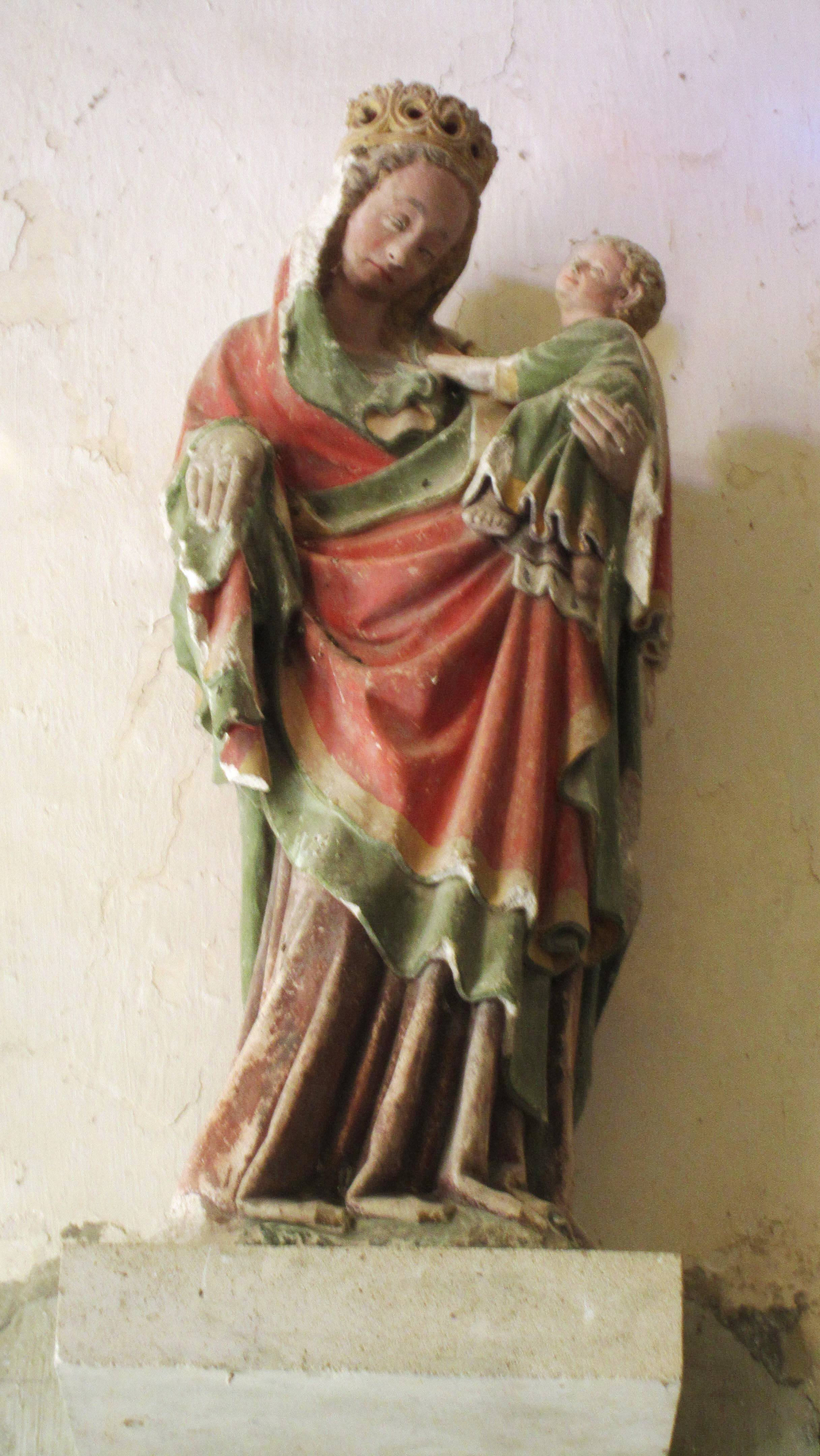
Vierge à l’Enfant (XIVe siècle, classée)
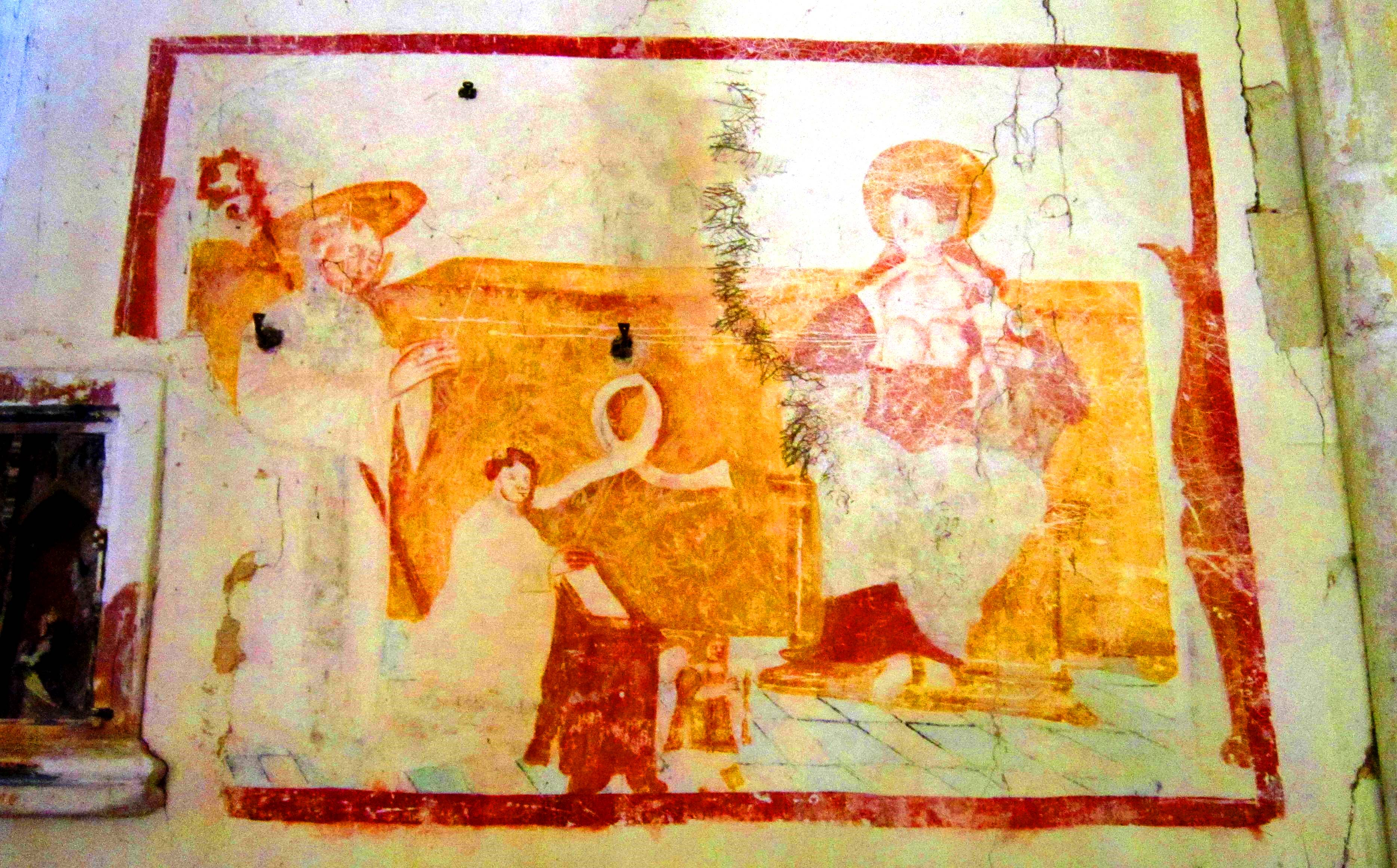
Fresque murale (XVe siècle, classée)
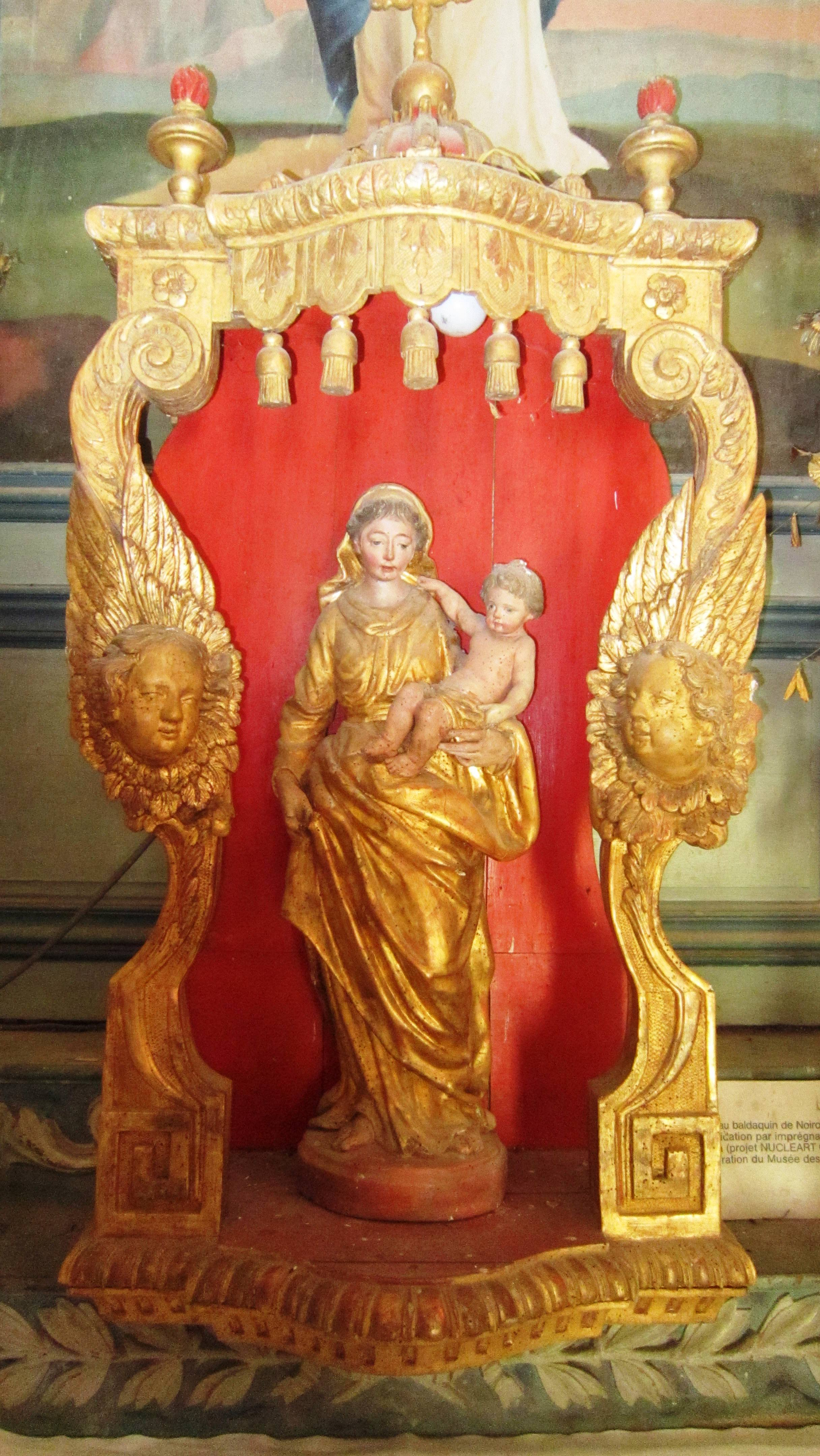
Vierge au baldaquin
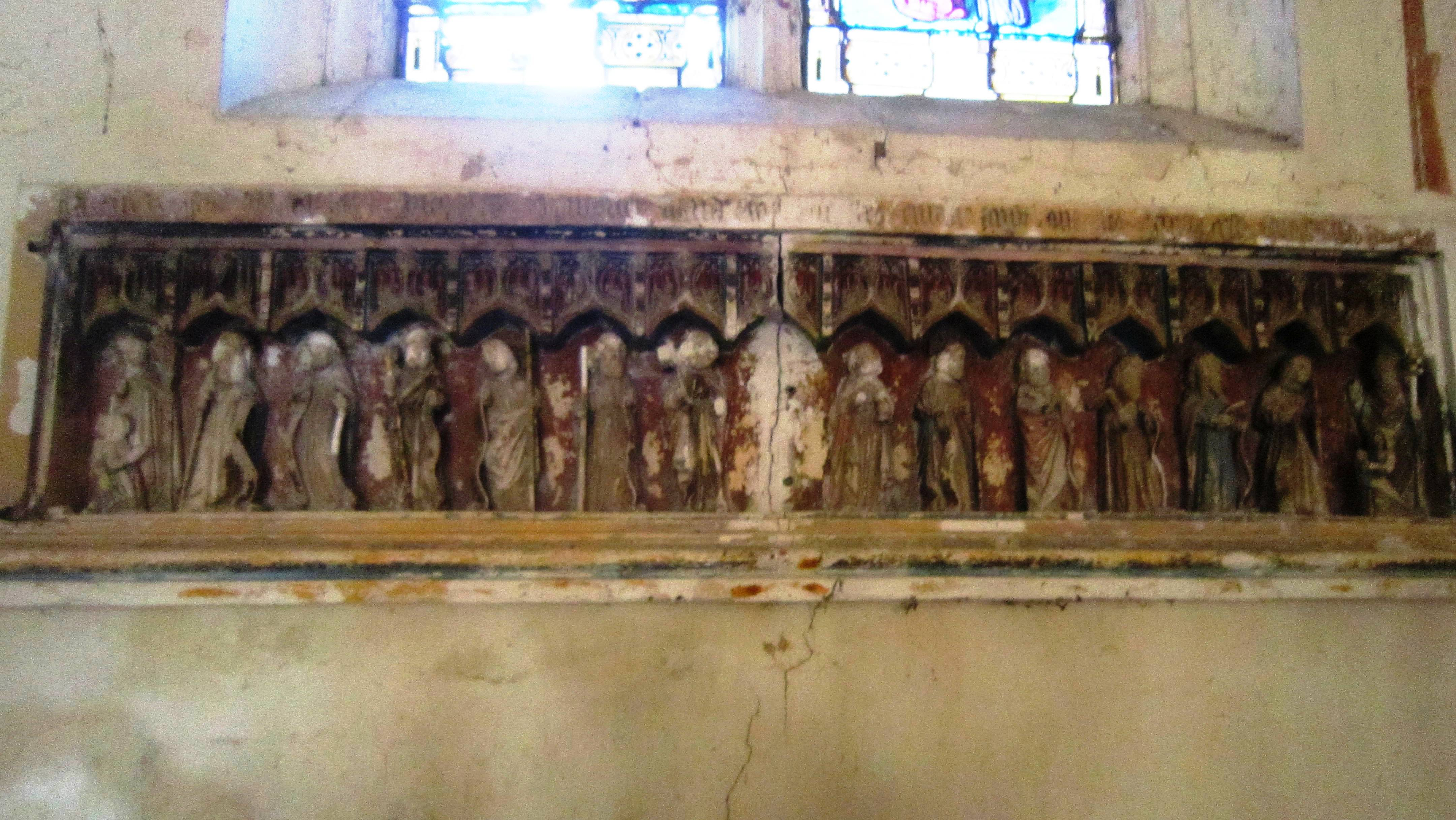
Haut-relief (XVe siècle, classé)
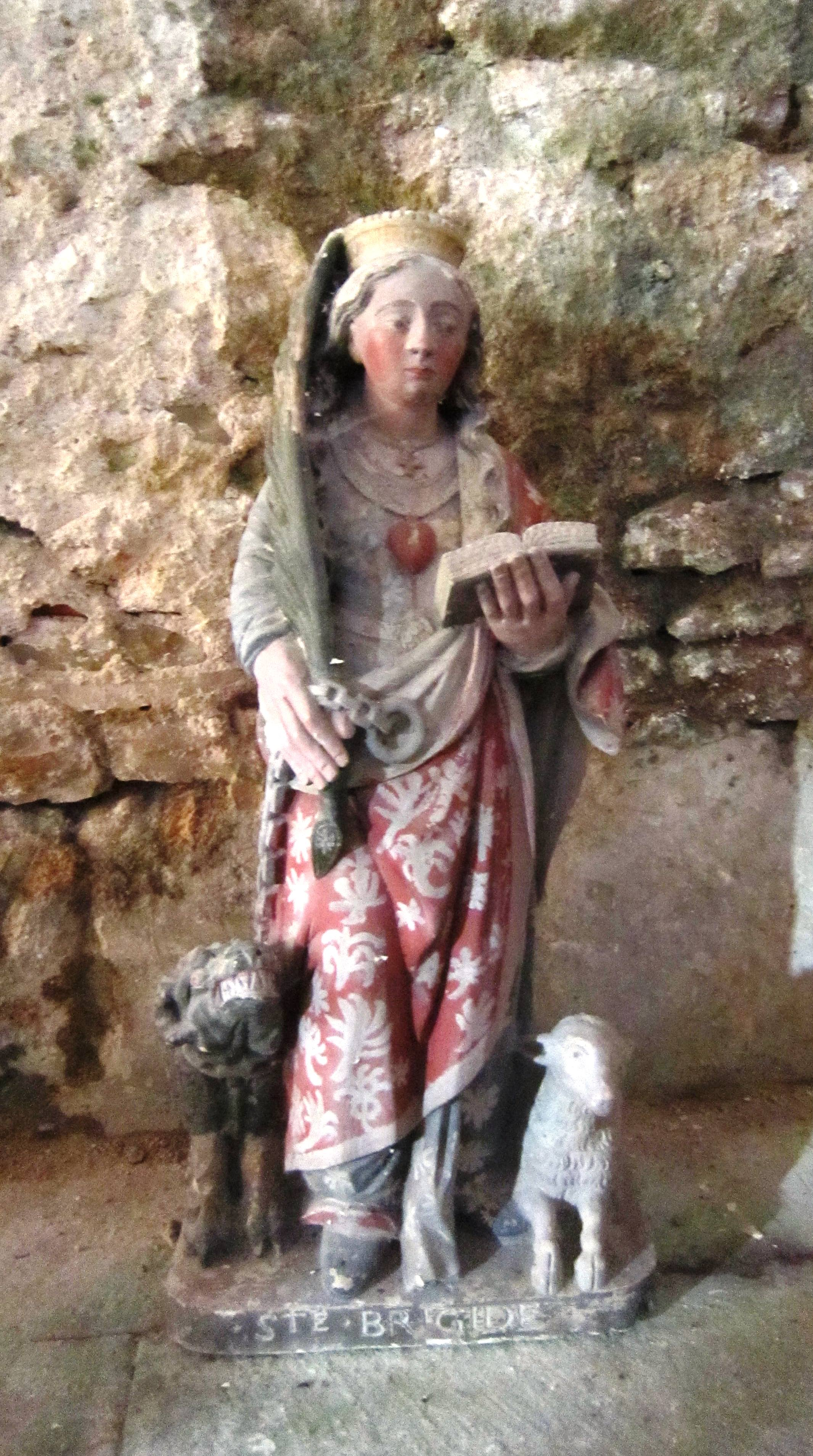
Sainte Brigide

## Annexe